# Westraltrachia inopinata
Westraltrachia inopinata е вид охлюв от семейство Camaenidae. Видът е уязвим и сериозно застрашен от изчезване.

## Разпространение
Разпространен е в Австралия.